# Frank Lukeman
Frank Lukeman, född 20 juni 1885, död 23 december 1946, var en friidrottare från Kanada. Han deltog vid olympiska sommarspelen 1904, olympiska sommarspelen 1908 och olympiska sommarspelen 1912.